# Leopold Theodor von Barner
Leopold Theodor (von) Barner (født 19. juni 1809 på Eskilstrup, død 22. november 1887 sammesteds) var en dansk godsejer og hofjægermester.
Han var søn af exam.jur. Frederik Holger von Barner (1765-1831) og Margrethe Christiane Catharine Krabbe (af Damsgaard) (1765-1837). Han arvede 1831 Eskilstrup blev hofjægermester, 1833-36 medlem af bestyrelsen for Sorø Amts landøkonomiske Selskab og opførte 1847-49 den nuværende hovedbygning på Eskilstrup.
17. april 1832 ægtede han i Aversi Julie Aurelie Munk (28. juli 1809 på Christiansø - 28. marts 1883 på Eskilstrup), datter af kommandant på Christiansø Hans Munk (1766-1822) og Mette Dorothea Borchorst (1777-1812).